# Lysmus beccarii
Lysmus beccarii is een insect uit de familie watergaasvliegen (Osmylidae), die tot de orde netvleugeligen (Neuroptera) behoort. 
Lysmus beccarii is voor het eerst wetenschappelijk beschreven door Navás in 1929. De soort komt voor in Japan.